# サンドカン総攻撃
『サンドカン総攻撃』（原題：Sandokan, la tigre di Mompracem）は、1963年制作のイタリアの冒険アクション映画（ソード&サンダル）。
エミリオ・サルガーリ原作の小説サンドカン・シリーズの一編『堕落』（Le tigri di Mompracem）の映画化。ウンベルト・レンツィ監督、スティーヴ・リーヴス主演。

## あらすじ
19世紀末、英国占領下のボルネオ島北西部を舞台に、父親の国王を幽閉されたうえ、母親の王妃らを殺された王子サンドカンが、過酷な支配を行うギロンク卿と戦う。

## キャスト
※括弧内は日本語吹替（初回放送1971年3月28日『日曜洋画劇場』）
- サンドカン：スティーヴ・リーヴス（小林修）
- メアリー：ジュヌヴィエーヴ・グラ（二階堂有希子）
- ヤネス：アンドレア・ボシック
- サンビグリオン：リック・バッタリア
- ロス中尉：マリオ・バルデマリン
- ギロンク卿：レオ・アンチョリス
- トインビー中尉：アントニオ・モリノ・ロホ
- ジロバトール：モーリス・ポリ
- カランバ：ジョヴァンニ・チャンフリーリア
- ジャクリーヌ・ササール
- レイ・ダントン